# Base Naval de Muskö
A Base Naval de Muskö (em sueco: Muskö örlogsbas) está localizada na ilha de Muskö, no arquipélago de Estocolmo, a 38 km a sul da cidade de Estocolmo.                                                                                                                         

Atualmente alberga o Estado Maior da Marinha Sueca (Marinstaben) e estaleiros civis e militares                                                                                                

É conhecida pelas suas enormes instalações subterrâneas, incluindo docas, estaleiros, oficinas e depósitos.

Começou a ser construída em 1950, estando pronta em 1969 para ser uma base estratégica da marinha sueca. De grandes dimensões, é "tão grande quanto a velha Estocolmo" (Gamla Stan). 

Em 2004, foi decidido desativar sucessivamente a base de Muskö, passando a haver apenas uma base naval em Karlskrona. Contudo, a base foi reativada em 2019, tendo sido inaugurada no local uma secção do Estado-Maior Naval da Suécia (Marinstaben).

## Galeria

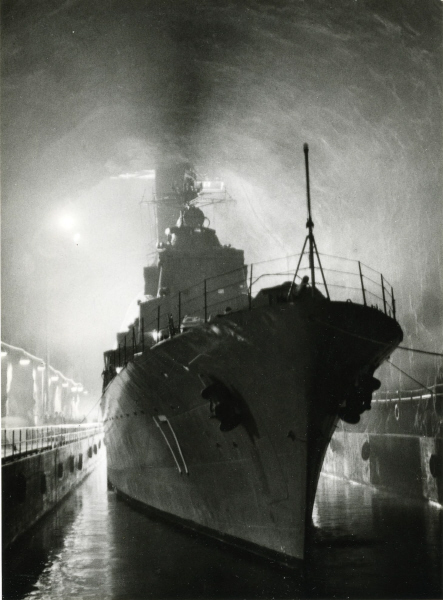
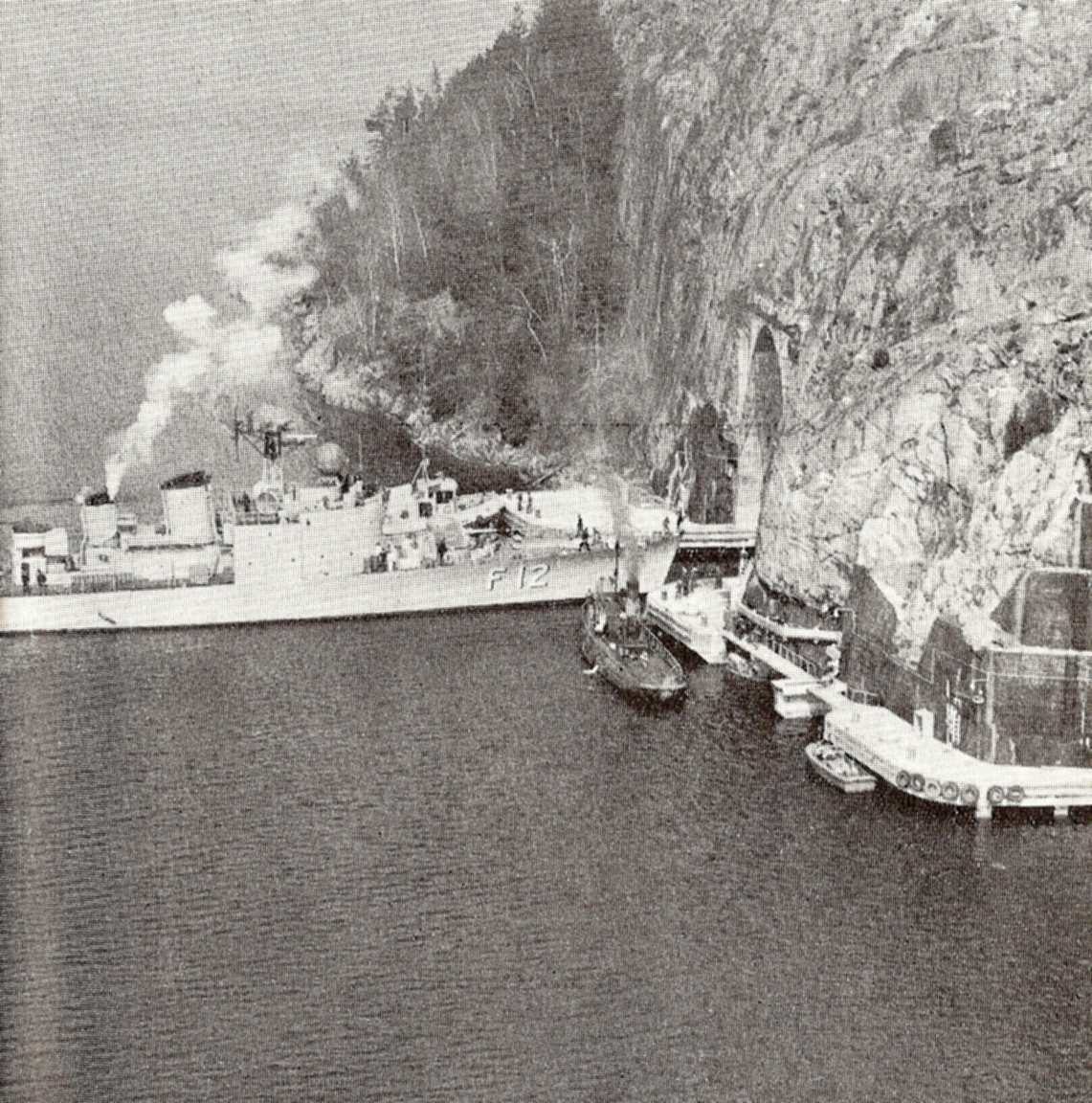
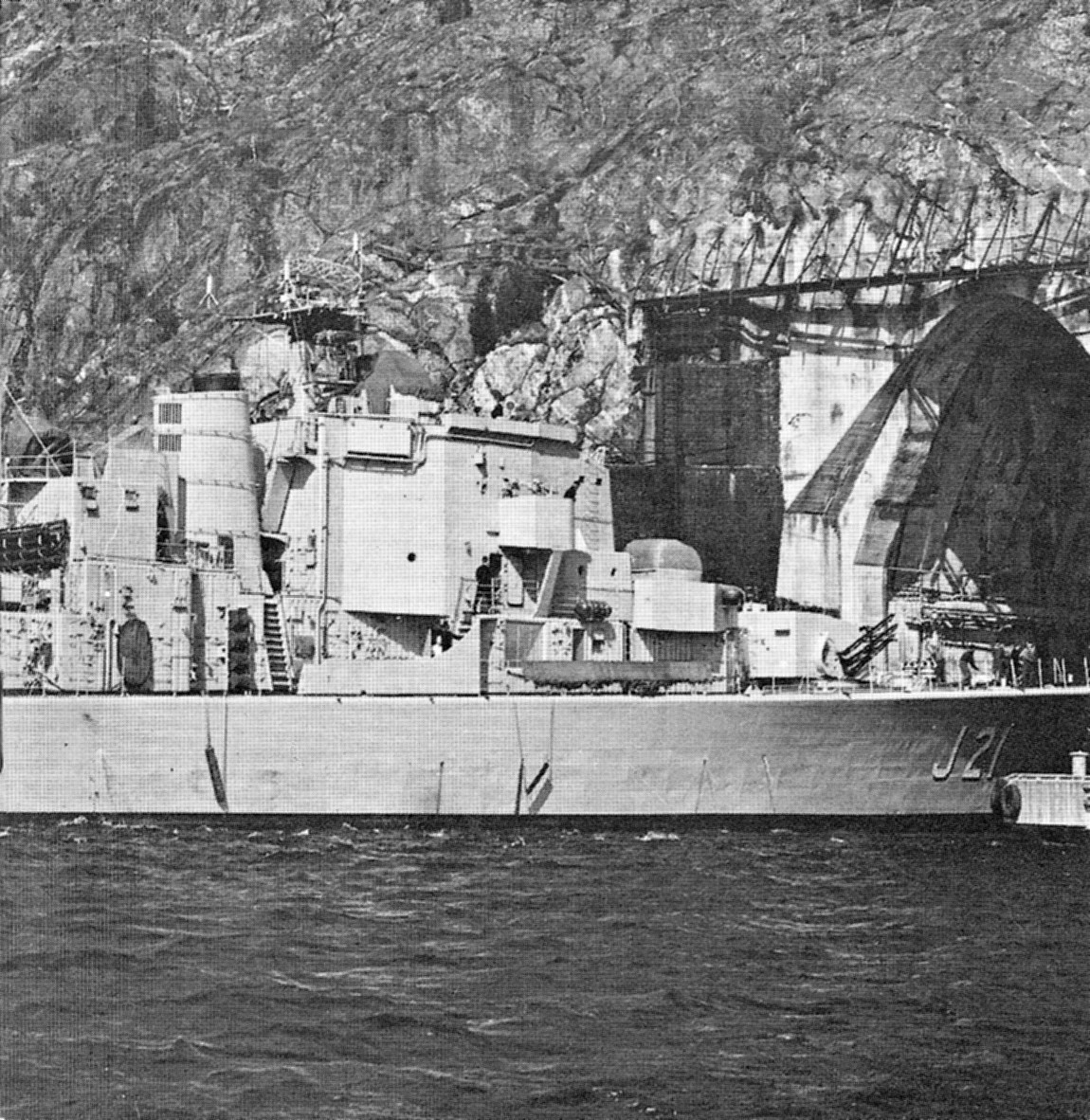
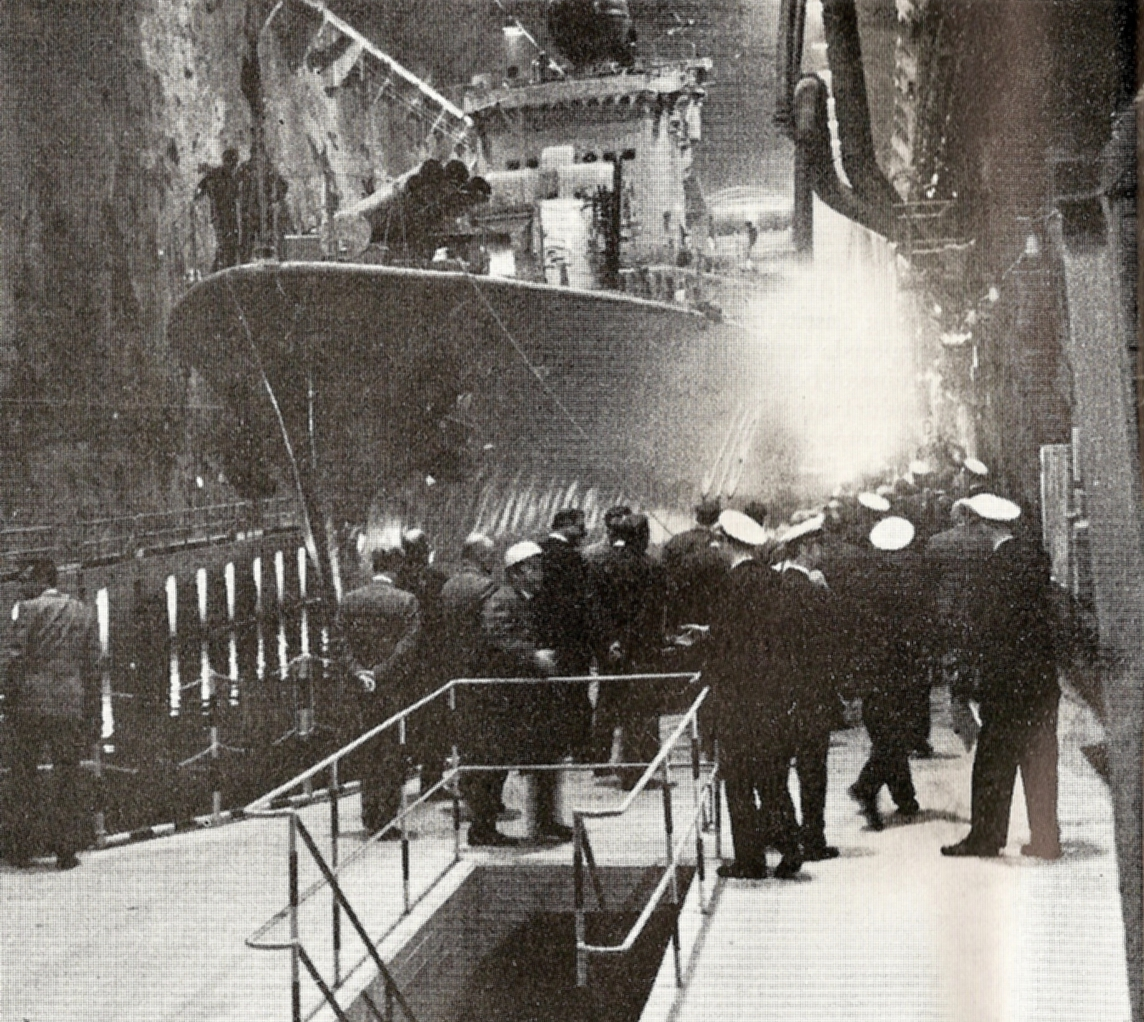

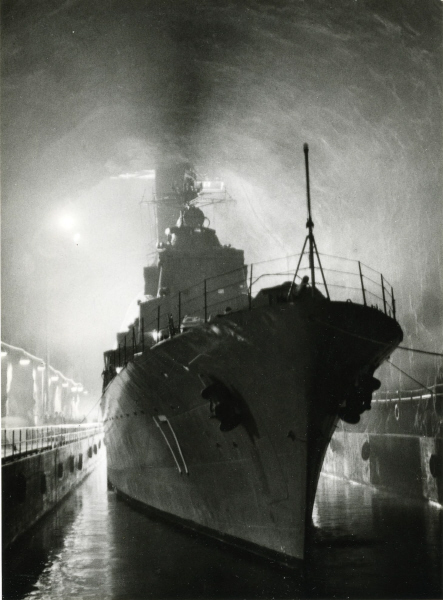
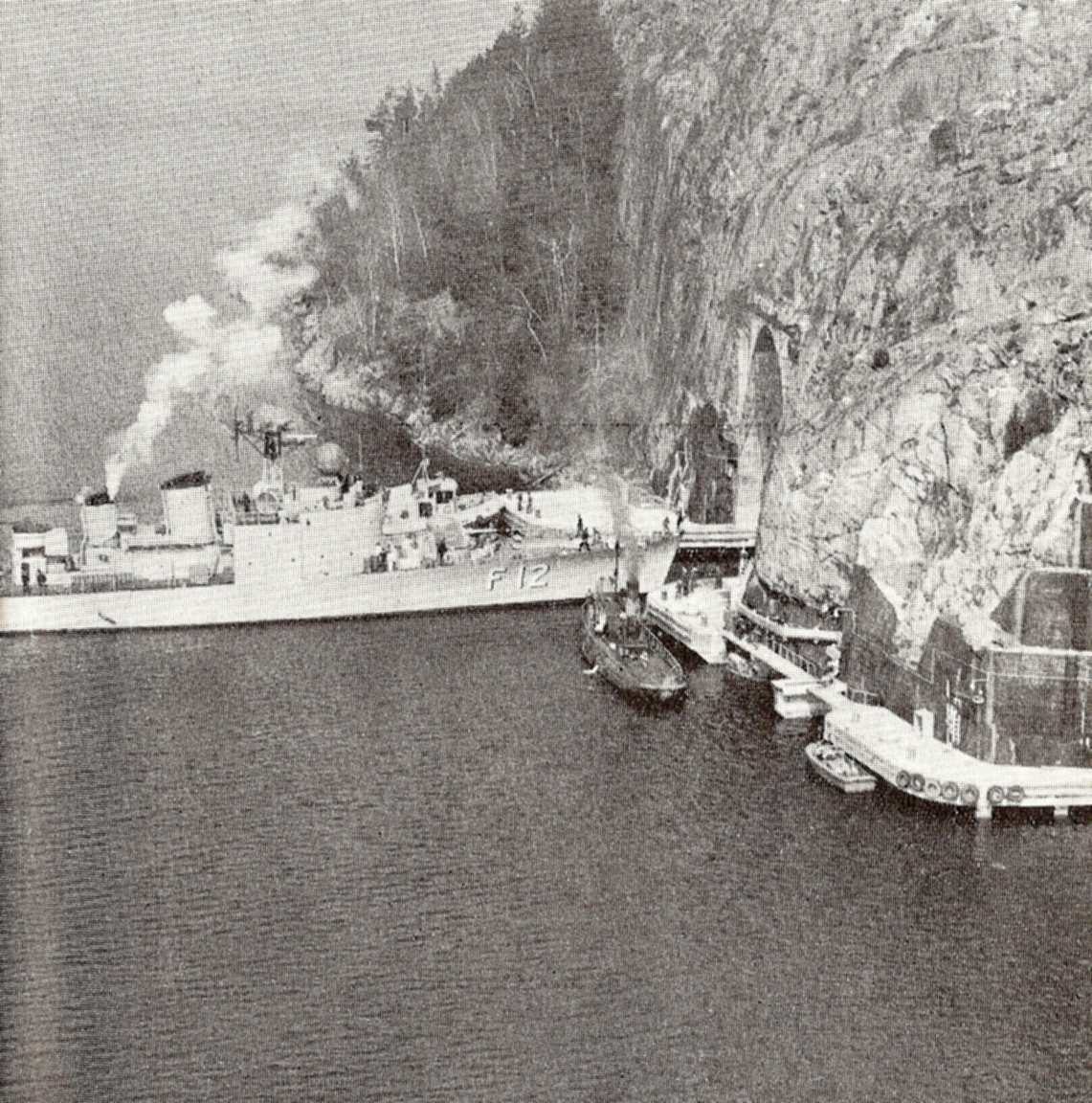
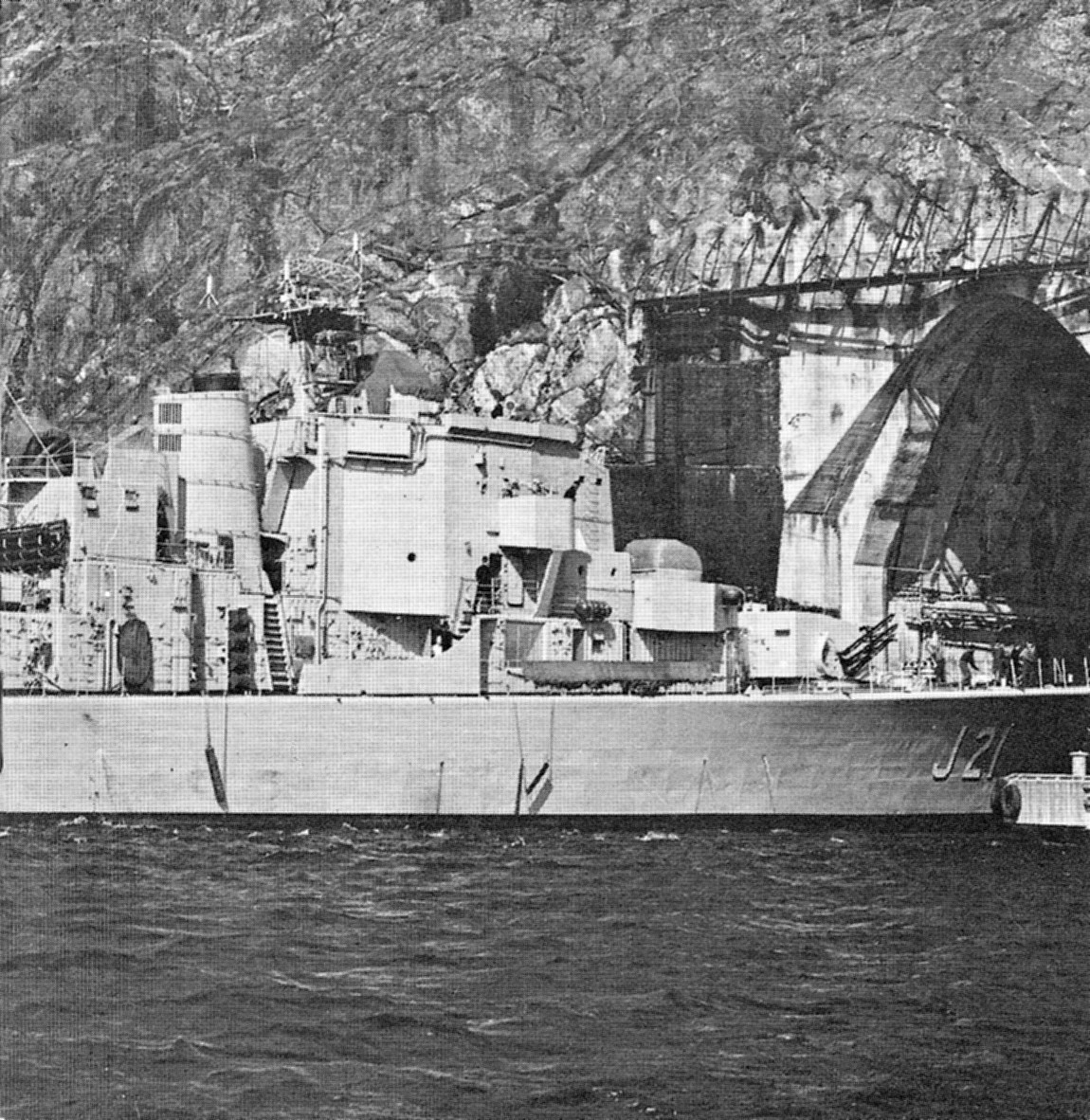
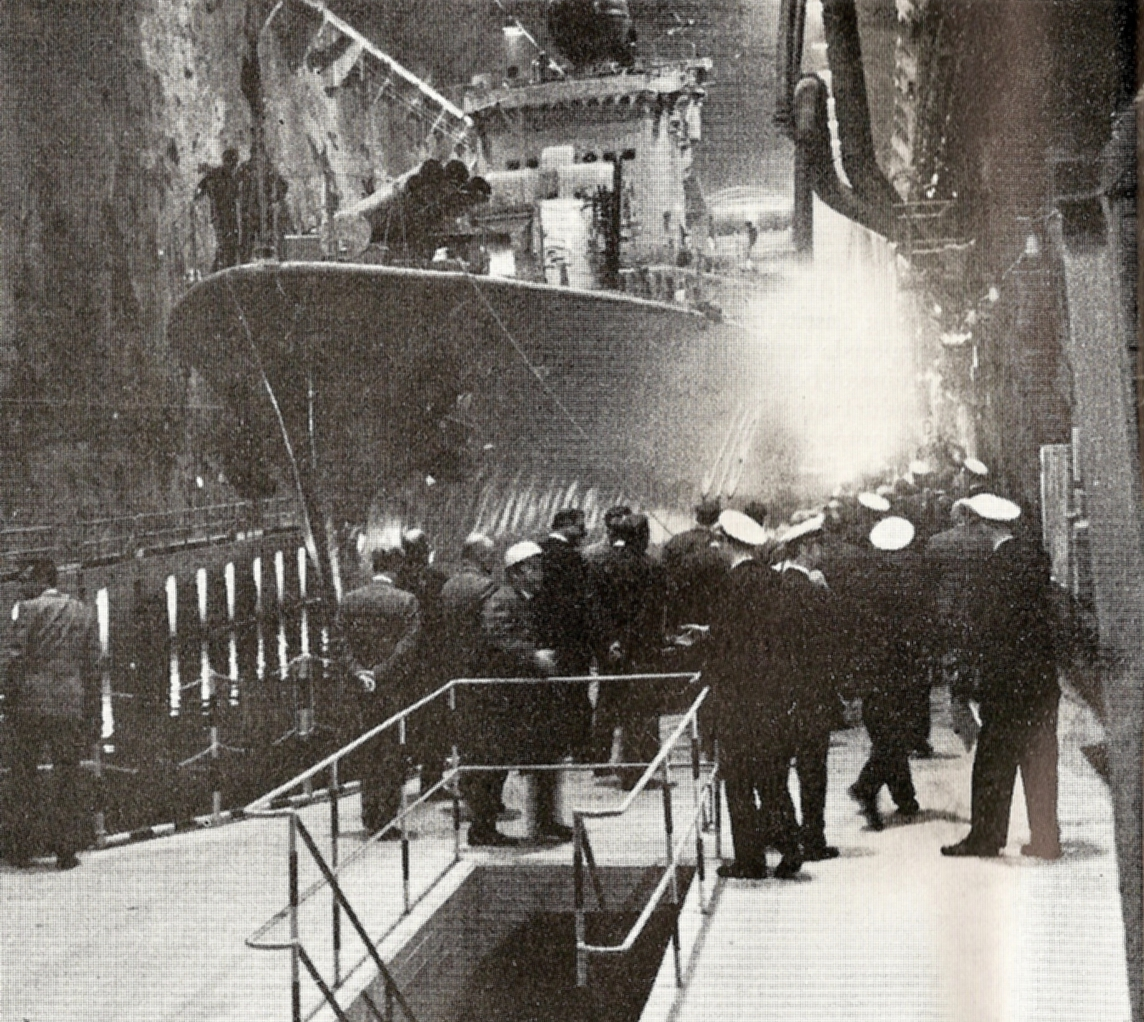